# 익스트림 노벨
익스트림 노벨(Extreme Novel)은 학산문화사의 라이트 노벨 브랜드 중 하나로, 기존에는 학산문화사 기획단행본 편집부에서 담당하고 있었다. 다만 최근 기획소설 편집부가 따로 개편되어 라이트노벨팀이 담당 중이다. 줄여서 ‘엑스노벨’이라고 부른다. 이 브랜드 내에서 출판되었던 여성향 소설은 메이퀸 노벨로 옮겨졌다. 일괄발매일은 매월 7일.

## 익스트림 노벨

### 발행중
- C³-시큐브- (1~17권)
- IS 〈인피니트 스트라토스〉 (1~6권)
  - 개정판IS 〈인피니트 스트라토스〉 (1~11권)
- OP-TICKET GAME (1~2권)
- S와 S의 발칙한 동맹 (1~2권)
- 낙원으로 향하는 깨끗하고 올바른 여정 (1권)
- 가정교사 히트맨 리본! 비밀탄 (1~4권)
- 각성 유전자 시리즈 (1~3권)
- 강철의 연금술사 (1~6권)
- 강하지 않은 채로 뉴 게임 (1~2권)
- 거짓말 시리즈 (1~2권)
- 검과 화약과 초콜릿 파티 (1~3권)
- 검은 고양이의 수요일 (1~4권)
- 과외활동 서바이벌 메소드 (1권)
- 골든타임 (1~8권)
  - 외전 이차원 스폐셜
  - 번외 백 년 후의 여름에도 우리는 웃고 있겠지
  - 열전
- 기프티드 (1~2권)
- 나를 좋아하는 건 너뿐이냐 (1~13권)
- 나와 마녀식 아포칼립스 (1~3권)
- 낙원섬 탈출 (1~2권)
- 낙원으로 향하는 깨끗하고 올바른 여정 (1권)
- 늑대와 향신료 (1~22권)
- 늑대와 양피지 (1~6권)
- 니세코이 비하인드 스토리 (1~3권)
- 다카포 플러스 커뮤니케이션 (1~3권)
- 단탈리안의 서가 (1~8권)
- 대 마도학원 35시험소대 (1~12권)
- 도마뱀의 왕 (1~5권)
- 도박사는 기도하지 않아 (1~3권)
- 도쿄 언더그라운드 (1~4권)
- 동(東) 이케부쿠로 스트레이 캣츠
- 라스트 엠브리오 (1~7권)
- 러브☆유 (1~6권)
- 렌탈 마법사 (1~23권)
- 로큐브! (1~15권)
- 마왕인 그 아이와 마을 사람 A (1~11권)
- 미카구라 학원 조곡 (1~8권)
- 마녀는 세계의 미움을 받는다 (1~3권)
- 마탄의 왕과 바나디스 (1~18권)
- 막달라에서 잠들라 (1~8권)
- 막부말 마법사 (1~3권)
- 망상 매스커레이드 (1~3권)
- 모모네 시온의 라노벨 일기 (1~권)
- 무시우타 (1~1권, 외전 1권)
- 문제아들이 이세계에서 온다는 모양인데요? (1~12권)
- 문학소녀 시리즈 (1~8권, 외전 3권, 팬북 2권)
- 물리적으로 고립된 나의 고교생활 (1~3권)
- 미소녀 게임의 세계에 어서 오세요! (1~8권)
- 미카구라 학원 조곡 (1~7권)
- 밀리언 크라운 (1~4권)
- 방과후 괴담 (1~9권)
- 벌레와 눈알 시리즈 (1~6권)
- 붉은 꽃 (1~2권)
- 블랙 불릿 (1~7권)
- 비오타쿠인 그녀가 내가 가진 에로게임에 엄청 흥미가 많은데 (1~4권)
- 빈약해도! 빈유라도! (1~4권)
- 사랑하는 귀문의 프로토콜 (1~3권)
- 사신 오오누마 시리즈 (1~8권)
- 사요네는 어디까지나 소악마거든요?! (1~3권)
- 사자는 일하지 않고 성녀는 붉게 (1~5권)
- 사쿠라 Bump (1~4권)
- 선배와 나 (1~5권)
- 세븐 사가 (1~2권)
- 시간 수집자 린네! (1~5권)
- 시이나마치 선배의 안전일 (1~4권)
- 시즈루 시리즈 (1~3권)
- 아다치와 시마무라 (1~9권)
- 아키칸! (1~9권)
- 알기 쉬운 현대마법 (1~6권)
- 알바 뛰는 마왕님! (1~21권 외전2권)
- 알바 뛰는 마왕님 0 (2권)
- 야도스 쿠일라 (1권)
- 아유하라 요나미는 잘 젖는다 (1~2권)
- 엘소드 타임 트러블 (1~8권)
- 여제 류오인 린네의 첫사랑 (1~4권)
- 연옥의 에스쿠드 (1~3권)
- 오빠지만 사랑만 있으면 상관없잖아? (1~12권)
- 우리 집의 여우신령님 (1~7권)
- 월드 엔드 이코노미카 (1~3권)
- 위대한 대원수의 이직 (1~3권)
- 육화의 용사 (1~6권)
  - 육화의 용사 archive 1권
- 이스케이프 스피드 (1~6권)
- 전생소녀의 이력서 (1~5권)
- 전파적 그녀 (1~2권)
- 제 애마는 흉악합니다 (1권)
- 종말의 세라프 (1~7권)
  - 흡혈귀 미카엘라 이야기 2권
  - 이치노세 구렌, 19세의 세계 재탄 2권
- 짐승사냥 (1~8권)
- 천사의 3P! (1~9권)
- 첫사랑 매지컬 블리츠 (1~15권)
- 카린 증혈기 (1~6권)
- 캄피오네! (1~21권)
- 코하루바라 히요리의 육성일기 (1~5권)
- 쿠레나이 (1~5권)
- 크로니클 레기온 (1~7권)
- 클락워크 플래닛 (1~4권)
- 타마코 양과 카시와 군 (1권)
- 텔미 (1~2권)
- 패검의 황녀 알티나 (1~9권)
- 패도강철 철괴황 (1~3권)
- 포목점 은여우의 연애기담 (1~3권)
- 하나x하나 (1~8권)
- 하나야시키 스미카의 성지순례 (1~2권)
- 하테나☆일루전 (1~4권)
- 학생회 탐정 키리카 (1~6권)
- 학전도시 애스터리스크 (1~15권)
  - 학전도시 애스터리스크 외전 -퀸벨의 날개- (1~2권)
- 흡혈귀가 된 너는 영원한 사랑을 시작한다 (1~5권)

### 완결
- 15X24 (1~6권)
- .hack//Another Birth (1~4권)
- .hack//AI buster (1~2권)
- All You Need Is Kill (단권)
- Boys be... (1~3권)
- D크랙커즈 (1~8권)
- MM! (1~10권, 외전 2권) -원작자인 마츠노 아카나리의 사망으로 연재 중단. 공식적으로는 완결이나, '미완결'인 상태이다.
- MONUMENT
- Room No.1301 (1~11권)
- 거짓말쟁이 미 군과 고장 난 마짱 (1~11권, 외전 1권)
- 검토소년과 투고소녀~다정한 하늘이 바라본 내성적인 바다 이야기. (단권)
- 공의 경계 (상/하권)
- 공의 경계 개정판 (상/중/하권)
- 귀멸의 칼날 행복의 꽃
- 귀멸의 칼날 한쪽 날개의 나비
- 귀멸의 칼날 바람의 이정표
- 기동전사 건담 SEED (1~5권)
- 길드 <하얀 방패>의 야명담 (1~3권)
- 길 잃은 고양이 오버런! (1~12권)
- 나나히메 (1~6권)
- 나는 친구가 적다 (1~11권)
  - 나는 친구가 적다 유니버스 (1~2권)
  - 나는 친구가 적다 CONNECT (1권)
- 노기자카 하루카의 비밀 (1~16권)
- 니나와 토끼와 마법전차 (1~8권)
- 니노미야군에게 애도를 (1~10권)
- 니어 데드 No.7 (단권)
- 당일치기 글래디에이터 (단권)
- 도시락 전쟁 (1~12권, 5.5권,9.5권)
- 동 이케부쿠로 스트레이 캣츠 (단권)
- 라노벨부 (1~3권)
- 러브 인 러브 (1~2권)
- 렌 Ren (1~4권)
- 리쿠와 치세
- 마모루군에게 여신의 축복을! (1~12권)
- 무지갯빛 에일리언 (단권)
- 문의 바깥 (1~3권)
- 미즈키 시게코 씨와 맺어졌습니다 (1~3권)
- 미확인 미래 소녀 (단권)
- 반역의 드레드노프 (1~4권)
- 반쪽 달이 떠오르는 하늘 (1~8권)
- 방과 후 아이돌 (단권)
- 방과 후의 게임 프렌드, 네가 있던 계절 (단)
- 백접기 (1~3권)
- 버츄얼 비스트 (단권)
- 섀도우 라이트 (1~7권)
- 세상의 위기는 빙글빙글! (1~7권)
- 세키라라!! (1~3권)
- 스쿨럼블 (단권)
- 스팀보이 (단권)
- 스파이 패밀리 가족의 초상
- 슬픈 키메라 (1~4권)
- 시나오시 (단권)
- 신기 조각의 아이온 (단)
- 신만이 아는 세계 (1~2권)
- 신이 사라진 세계의 제멋대로 마왕님! (1~6권)
- 싸우는 사서 시리즈 (1~10권)
- 아르장 카레르 (상,하)
- 아름다운 샬롯에게 바친다 (단권)
- 아빠 말 좀 들어라! (1~18권)
  - 아빠 말 좀 들어라! after
- 아웃브레이크 컴퍼니 (1~18권)
- 아이사카 스테키 증후군 (1~3권)
- 안다카의 괴조학 (1~10권)
- 약속의 네버랜드
- 언시즈 (1~3권)
- 언젠가 천마의 검은 토끼 (1~13권)
- 에이투지 (1~5권)
- 여자는 상냥하고 귀여운 존재라고 생각했던 시기가 내게도 있었습니다 (1~3권)
- 오컬트로직 (1~4권)
- 요시나가 씨 댁의 가고일 (1~15권)
- 우리들의 타무라 (1~2권)
- 은반 컬라이더스코프 (1~9권)
- 이누야샤 (단권)
- 이데올로그! (1~7권)
- 이 부실은 귀가하지 않는 부가 점거했습니다 (1~8권)
- 이세계 가족 표류기 -이상한 섬의 엘자 (단권)
- 이스캐리엇 (1~7권)
- 이 중에 1명, 여동생이 있다! (1~10권, 5.5권)
- 저주의 혈맥 (단권)
- 전파녀와 청춘남 (1~8권)
- 전파녀와 청춘남 SF
- 질주하는 사춘기의 파라블럼 (1~7권)
- 집 지키는 반시 (1~4권)
- 천경의 알데라민 (1~14권)
- 체인소 맨 버디 스토리즈
- 최신 게임은 진짜 끝내주네 (1~6권)
- 친구의 여자친구를 좋아하게 된 무카이 히로나기의 죄와 벌 (단권)
- 콜로세움 (1~3권)
- 크로스 토크 (단권)
- 크로크로클락 (1~3권)
- 키리사키 (단권)
- 타마란! (단권)
- 토라도라! (1~10권, 스핀오프 1~3권)
- 패럴렐 러버 (단권)
- 플라토닉 체인 (단권)
- 필요 없는 아이 퀘스트 (단권)
- 학교를 나가자! (1~6권)
- 학교의 계단 (1~10권)
- 혈계전선 -ONLY · A · PAPER · MOON- (단권)
- 혈계전선 GOOD · AS · GOOD · MAN
- 혼자서 살 테다! (1~2권)
- 흡혈귀가 된 너는 영원한 사랑을 시작한다 Long Long Engage
- 흡혈귀의 일상생활 (1~7권)
- 히라이 가이코츠의 추리노트 (1~5권)
- 히카루 시리즈 (1~10권)

### 프리미엄 익스트림 노벨
라이트 노벨의 한계를 넘는 최상위급 엔터테인먼트를 지향하는 학산문화사의 새 레이블로 2013년 10월 나온 페이트 제로가 첫 발행작이다.

### 발행중
- 인간 시리즈
  - 제로사키 소시키의 인간실험
  - 제로사키 키시시키의 인간노크
  - 제로자키 마가시키의 인간인간
  - 제로자키 마가시키의 인간인간
  - 제로자키 히토시키의 인간관계 니오노미야 이즈무와의 관계
  - 제로자키 히토시키의 인간관계 무토 이오리와의 관계
  - 제로자키 히토시키의 인간관계 제로자키 소시키와의 관계
  - 제로자키 히토시키의 인간관계 헛소리꾼과의 관계
- 무직전생 (1~25권)
- RPF 레드 드래곤 (1~6권)
- 페이트 스트레인지 페이크 (1~4권)

### 완결
- 페이트 제로 (1~6권)
- 공의 경계 미래복음
- 악의 딸 (1~4권)
- 속 끝 이야기 (단권)
- NOeSIS (1~4권)
- 마지널 오퍼레이션 (1~5권)